# Romain Martial
Romain Martial (Clermont-Ferrand, 13 de noviembre de 1984) es un jugador francés de rugby que se desempeña como wing. Comenzó su carrera en RC Narbonne en la Pro D2, anotando 115 puntos en tres temporadas, antes de ser transferido a Castres. Fue el segundo máximo anotador de tries en la temporada 2011-12, con 10 tries. Actualmente juega para Issoire en el Top 14.

## Palmarés
- Campeón de la Copa Desafío Europeo de Rugby de 2006–07.
- Campeón del Top 14 de 2012–13.